# Opomyza
Opomyza – rodzaj muchówek z podrzędu krótkoczułkich i rodziny niżnicowatych.
Należą tu muchówki o średnich i dużych jak na rodzinę rozmiarach, ubarwione głównie żółto lub szarawożółto. Ich głowa jest wyższa niż dłuższa, o nieco cofniętej twarzy, pozbawiona wibrys i szczecinek zaciemieniowych. Czułki mają krótko owłosioną aristę. Tułów charakteryzuje owłosiona tarczka z czterema szczecinkami brzeżnymi o mniej więcej równych rozmiarach. Skrzydło cechuje dobrze wyodrębniony kąt skrzydłowy, krótka żyłka analna i dobrze wykształcony płat analny.
Larwy jak i owady dorosłe są fitofagami, żerującymi na trawach. O. florum i O. germinationis notowane bywają jako szkodniki zbóż takich jak pszenica i żyto.
Należą tu gatunki:
- Opomyza aisae Carles-Tolrá, 1993
- Opomyza decora Oldenberg, 1910
- Opomyza florum (Fabricius, 1794) – niżnica żółta
- Opomyza germinationis (Linnaeus, 1758) – niżnica łąkowa
- Opomyza lineatopunctata von Roser, 1840
- Opomyza nigriventris Loew, 1865
- †Opomyza pelidua Statz, 1940
- Opomyza petrei Mesnil, 1934
- Opomyza punctata Haliday, 1833
- Opomyza punctella Fallén, 1820
- Opomyza thalhammeri Strobl, 1900
- †Opomyza venusta Statz, 1940

W Polsce do 2001 stwierdzono 6 gatunków (zobacz: niżnicowate Polski)